# Natchez
Natchez – wieś w Stanach Zjednoczonych, w stanie Luizjana, w parafii Natchitoches.